# بدترین دوستان
بدترین دوستان (کره‌ای: 최악의 친구들؛ انگلیسی: Worst Friends) یک فیلم کوتاه سال ۲۰۰۹ کره جنوبی با بازی کیم سو هیون است. این فیلم به کارگردانی و نویسندگی نام‌کونگ سون است و در کارگاه دپارتمان فارغ‌التحصیلان فیلم دانشگاه ملی هنر کره ساخته شده است.

## بازیگران
- کیم سو هیون در نقش جون کی
- به هه می در نقش این سون
- کیم اون می در نقش نو واک
- جونگ سو مین در نقش مانگ
- چوی حونگ نام در نقش مادر جون کی
- گو چان بین در نقش هیون جین
- کیم سونگ وو در نقش هیون جین مسن تر

## جوایز
| سال  | جشنواره                           | دسته                     | گیرنده        | نتیجه | منابع |
| ---- | --------------------------------- | ------------------------ | ------------- | ----- | ----- |
| ۲۰۰۹ | Mise-en-scène Short Film Festival | بهترین فیلم در شهر اندوه | بدترین دوستان | برنده | [ ۳ ] |

### نمایش‌ها
| سال  | جشنواره                                              | منابع       |
| ---- | ---------------------------------------------------- | ----------- |
| ۲۰۰۹ | Mise-en-scène Short Film Festival، سئول              | [ ۴ ] [ ۵ ] |
| ۲۰۰۹ | ایندی‌فروم (انجمن سازندگان فیلم و ویدئوی مستقل)، سئول | [ ۴ ] [ ۵ ] |
| ۲۰۰۹ | فستیوال فیلم و ویدئوی مستقل جونگ‌دونگ‌جین، کره         | [ ۴ ] [ ۵ ] |
| ۲۰۰۹ | فستیوال بزرگ فیلم کوتاه، سئول                        | [ ۴ ] [ ۵ ] |
| ۲۰۱۱ | Mise-en-scène Short Film Festival، سئول              | [ ۴ ] [ ۵ ] |
| ۲۰۱۲ | Short Shorts Film Festival، توکیو                    | [ ۴ ] [ ۵ ] |